# Вестморленд (Нью-Гемпшир)
Вестморленд (англ. Westmoreland) — місто (англ. town) в США, в окрузі Чешир штату Нью-Гемпшир. Населення — 1706 осіб (2020).

## Демографія
Згідно з переписом 2010 року, у місті мешкали 1874 особи в 637 домогосподарствах у складі 493 родин. Було 680 помешкань
Расовий склад населення:
| - 98,4 % — білих - 0,5 % — азіатів - 0,4 % — чорних або афроамериканців - 0,3 % — корінних американців |

До двох чи більше рас належало 0,2 %. Частка іспаномовних становила 0,7 % від усіх жителів.
За віковим діапазоном населення розподілялося таким чином: 16,8 % — особи молодші 18 років, 63,5 % — особи у віці 18—64 років, 19,7 % — особи у віці 65 років та старші. Медіана віку мешканця становила 47,9 року. На 100 осіб жіночої статі у місті припадало 100,4 чоловіків;  на 100 жінок у віці від 18 років та старших — 100,9 чоловіків також старших 18 років.
Середній дохід на одне домашнє господарство  становив 103 614 долари США (медіана — 90 500), а середній дохід на одну сім'ю — 108 321 долар (медіана — 93 529). Медіана доходів становила 57 500 доларів для чоловіків та 44 803 долари для жінок. За межею бідності перебувало 6,5 % осіб, у тому числі 14,4 % дітей у віці до 18 років та 6,1 % осіб у віці 65 років та старших.
Цивільне працевлаштоване населення становило 1020 осіб. Основні галузі зайнятості: освіта, охорона здоров'я та соціальна допомога — 32,7 %, роздрібна торгівля — 13,5 %, виробництво — 8,7 %, будівництво — 8,2 %.